# ソトコトマラソン
ソトコトマラソンは、ケニア・ナイロビで開催される、国際マラソン大会である。

## 概要と歴史
- 第1回大会は、2009年11月23日に開催された。
- 第2回大会は2010年5月23日に開催された[1]。
- 2012年には7月8日に開催された[2]。
- 2013年には7月7日に開催された[3]。
- 2014年にはナイロビにおけるテロ予告がテロ集団から発信されたため、イベントが開催中止された[4]。
- 2015年はマラウイ共和国でランニングイベントが開催された[4]。
- 2016年は11月3日に開催された[4]。
- 2019年には6月16日に開催された[5]。